# Araneus apicalis
Araneus apicalis là một loài nhện trong họ Araneidae.
Loài này thuộc chi Araneus. Araneus apicalis được Tord Tamerlan Teodor Thorell miêu tả năm 1899.